# Koceani, Macedonia de Nord
Koceani (în macedoneană Кочани, în aromână Coceani sau Cociani) este un oraș din Republica Macedonia.

## Personalități născute aici
- Andrej Lazarov (1999 - 2025), fotbalist.